# لواء البادية الشمالية
يتبع لواء البادية الشمالية إداريًّا لمحافظة المفرق، الأردن. تم استحداث لواء البادية الشمالية عام 1996 ويضم (4) أقضية وهي (قضاء صبحا، قضاء أم الجمال، قضاء دير الكهف، قضاء أم القطين)  و(7) مجالس بلدية.
لواء البادية الشمالية ومركزه صبحا ويشمل المدن والقرى التالية: (الصفاوي ، المنارة ، الصالحية ، الحميدية ، الأشرفية ، البشرية ، بلدة بني هاشم ، رحبة ركاد ، روضة الأمير حمزة ، نايفة ، زملة الأميرغازي ، السعادة ، البستانة ، القيصومة ، الهاشمية الشرقية ، منشية الخليفة ، عالية الشويعر).
|   | اللواء                | التقسيمات          | المركز الاداري | تعداد السكان 2004 | تقديراتالسكان2008 |
| - | --------------------- | ------------------ | -------------- | ----------------- | ----------------- |
| 3 | لواء البادية الشمالية | يشمل 67 بلدة وقرية | صبحا           | 57,706            | 64,990            |

## الموقع
يقع لواء البادية الشمالية في الجزء الشرقي من محافظة المفرق، ويحاذي ثلاثة دول عربية وهي السعودية والعراق وسوريا. ويقع مركز اللواء في صبحا، ويبعد عن مركز محافظة المفرق (25) كم.

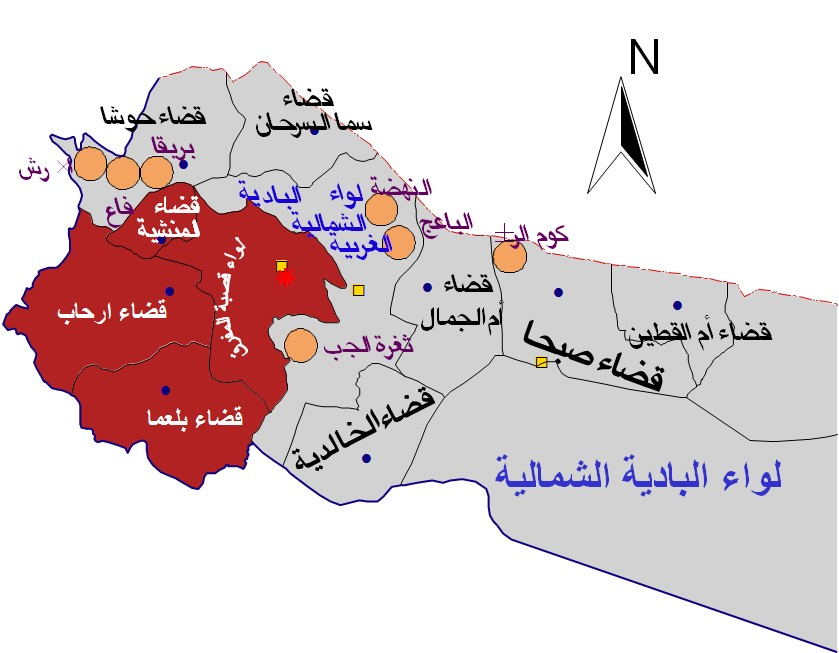
خارطة لواء البادية الشمالية

## السمات والمميزات
يتسم هذا اللواء باتساع رقعته الجغرافية وتشتت مواقع موارده الاقتصادية سواء كانت طبيعية أو غير ذلك، وأدى هذا إلى انتشار تجمعات سكانية صغيرة متباعدة عن بعضها. ويتميز ب:
1. اتساع رقعته الجغرافية.
2. تحظى المحافظة بإعفاءات ضريبية على المشاريع الاستثمارية التي تقام فيها قد تصل إلى 75% ولمدة عشرة سنوات.
3. تتمتع المنطقة بوجود شجرة الرسول في منطقة البقيعاوية جنوب بلدة الصفاوي حيث يرتادها السياح حيث نمت السياحة الدينية بعد تطوير الموقع و افتتاحه من قبل جلالة الملك عبد الله الثاني بن الحسين المعظم و باهتمام من سمو الأمير غازي بن محمد.
4. أغلبية السكان من فئة الشباب حيث تقدر نسبتهم 60%.
5. يمكن إقامة استثمارات صناعية و زراعية و عدة مشاريع أخرى مثل مشاريع الطاقة المتجددة و استغلال طاقة الرياح و الطاقة الشمسية في المنطقة.
6. تمتلك المنطقة أعدادا كبيرة في الثروة الحيوانية (ما يشكل 30% من إجمالي الثروة الحيوانية في المملكة ).
7. يتواجد العديد من المصانع و المزارع في لواء البادية.
8. وجود مواد خام كمادة البوزلانا و التي تدخل في صناعة الإسمنت و ذلك في عدة مقالع في اللواء و محاجر تعود للخزينة يمكن استغلالها لغايات الاستثمار .

## المساحة وتعداد السكان
بلغت مساحة المركز الإداري ( 2584 ) كم2، بكثافة سكانية (11.6) نسمة/كم2 وإجمالي عدد سكان (29966) نسمة.
الطابع العشائري يغلب على التركيب السكاني الموجود و هم من ثقافة و لون وعرق واحد.

### المساحة وتعداد السكان
| مساحة المركز الاداري | الكثافة السكانية | إجمالي عدد السكان |
| -------------------- | ---------------- | ----------------- |
| ( 2584 ) كم2         | (11.6) نسمة/كم2  | (29966) نسمة      |

### عدد السكان لكل قضاء
|               | المنطقة                           | الذكور | الإناث | المجموع | عدد الاسر |
| قضاء الصالحية | الصفاوي                           | 1361   | 1259   | 2620    | 446       |
| قضاء الصالحية | المنارة                           | 1613   | 1447   | 3060    | 547       |
| قضاء الصالحية | الصالحية                          | 2305   | 2174   | 4479    | 811       |
| قضاء الصالحية | الحميدية                          | 1018   | 899    | 1917    | 397       |
| قضاء الصالحية | الأشرفية                          | 1195   | 1202   | 2397    | 463       |
| قضاء الصالحية | البشرية                           | 1213   | 1186   | 2399    | 444       |
| قضاء الصالحية | بني هاشم(حمراء السحيم)            | 1184   | 1144   | 2328    | 414       |
| قضاء الصالحية | رحبة ركاد                         | 899    | 812    | 1711    | 294       |
| قضاء الصالحية | روضة الأمير حمزة (حليوة المسارحة) | 1242   | 1255   | 2497    | 428       |
| قضاء الصالحية | نايفة                             | 1173   | 1056   | 2229    | 414       |
| قضاء الصالحية | زملة الأمير غازي                  | 2129   | 1573   | 3702    | 673       |
| قضاء الصالحية | السعادة                           | 960    | 926    | 1886    | 338       |
| قضاء الصالحية | البستانة                          | 1235   | 748    | 1983    | 383       |
| قضاء الصالحية | عالية الشويعر                     | 59     | 67     | 126     | 32        |
| قضاء الصالحية | الهاشمية الشرقية                  | 115    | 117    | 232     | 42        |
| قضاء الصالحية | منشية خليفة                       | 120    | 137    | 257     | 38        |
| قضاء الصالحية | قاعدة الأمير حسن الجوية           | 49     | 38     | 87      | 17        |
| المجموع       | المجموع                           | 17870  | 16040  | 33910   | 6181      |